# Jesse Belvin
Jesse Lorenzo Belvin (* 15. Dezember 1932 in San Antonio Texas; † 6. Februar 1960 in Fairhope, Arkansas) war ein amerikanischer R&B-Sänger, Pianist und Songwriter.

## Leben
Der gebürtige Texaner wuchs in Los Angeles auf und kam schnell mit der aufblühenden örtlichen R&B-Szene in Kontakt. Belvin trat dem Vokalquartett Three Dots And A Dash bei, das 1951 vom Saxofonisten Big Jay McNeely für die Aufnahme von All the Wine Is Gone auf Imperial Records eingesetzt wurde. Er wurde der Anführer einer Clique um junge schwarze Musiker, darunter Richard Berry, Marvin Phillips, Sam Cooke, Eugene Church und Tony Allen.
Mit Marvin Phillips in der Begleitung spielte Belvin 1952 erste Solo-Platten für Specialty Records ein. 1953 wurde eine Gemeinschaftsproduktion unter dem Namen Jesse & Marvin zu einem ersten Hit: Dream Girl kam bis auf den zweiten Platz der R&B-Charts. Kurz darauf wurde Belvin allerdings zur Armee eingezogen.
Nachdem Jesse Belvin 1954 die Armee verlassen durfte, unterschrieb er einen Vertrag bei Modern Records in Los Angeles. Belvin hatte das Talent, in kurzer Zeit erfolgversprechende Lieder zu komponieren, wenn er auch selbst an einer Vermarktung nicht interessiert zu sein schien. So verkaufte er die Autorenschaft seiner Melodien oft für wenige hundert Dollar. Earth Angel von den Penguins war sein bekanntestes Werk, das zu einem häufig gecoverten Doo-Wop-Standard wurde und als erste R&B-Platte gilt, der ein Crossover in den weißen Pop-Markt gelang. So Fine von den Fiestas wird ihm ebenfalls zugeschrieben.
Der Songwriter und Modern-Produzent George Motola spielte ihm in seinem Büro die unfertige Ballade Goodnight My Love (Pleasant Dreams) vor, für die Belvin die fehlende Bridge gewohnt spontan und passend intonierte. Der anwesende Songwriter John Marascalco kaufte sofort zur Hälfte die Songwriter-Credits. Das Lied wurde ein R&B-Hit, den der DJ Alan Freed als Erkennungsmelodie für den Abspann seiner Radioshow einsetzte. Die Aufnahmeleitung bei den Sessions für Modern hatte meist der Arrangeur, Produzent und Orchesterleiter Maxwell Davis. Belvin half auch bei Marvin & Johnny, dem neuen Projekt seines alten Partners Phillips, aus. Zudem war er an Aufnahmen der Sheiks und der Californians für Federal Records beteiligt und ist mit Eugene Church und Obediah „Young“ Jessie als The Cliques auf mehreren Modern-Singles zu hören.
Im Jahr 1958 nahm Belvin mit Frankie Ervin und Johnny Guitar Watson als The Shields für George Motolas Tender Records den Titel You Cheated auf, der in die Pop-Charts kam. Im gleichen Jahr übernahm Jesse Belvins Frau Jo Ann sein Management und konnte einen Vertrag mit dem Major-Label RCA Records aushandeln. Dort vermittelte ihm der Jazzer Shorty Rogers den Wert der eigenen Kompositionen, so dass beide zusammen mit den Gemahlinnen den Musikverlag Michele Music gründeten, um von nun an Belvins Urheberrechte zu bewirtschaften.
Der A&R-Manager Dick Pierce und der Arrangeur Marty Paich planten für RCA eine Neuausrichtung des Images und Stils des R&B-Sängers. Mit seiner tiefen, warmen und entspannten Stimme sollte Belvin als eine Mischung aus Nat King Cole und Billy Eckstine den Pop-Markt erobern. Tatsächlich gelangen ihm 1958 mit Funny auf Platz 81 und 1959 mit Guess Who auf Platz 31 zwei nationale Hits. Sein durch den entspannten Gesang erworbener Beiname Mr. Easy war auch als Titel eines RCA-Albums für das folgende Jahr geplant. Das Album sollte Kollaborationen mit den RCA-Jazzern Art Pepper, Jack Sheldon, Frank Rosolino und Mel Lewis beinhalten.
Am 6. Februar 1960 kamen Jesse Belvin und seine Frau Jo Ann jedoch nach einem Konzert in Little Rock, Arkansas, bei einem Unfall ums Leben. Einige Zeitungen und die befreundeten Musiker in Los Angeles diskutierten die Möglichkeit eines rassistisch motivieren Anschlags auf die Reifen des Unfallwagens.
Jesse Belvins meist gelobtes Album Mr. Easy kam erst posthum heraus. Da Belvin zum Zeitpunkt seines Todes 27 Jahre alt war, wird er gelegentlich im Zusammenhang mit dem Klub 27 genannt, der bekannte Musiker dieses Todesalters vereint. 

## Diskografie
Für weitere Veröffentlichungen mit Jesse Belvin siehe auch unter Jesse & Marvin.

### Alben
Modern Records veröffentlichte nach Jesses Tod viele der Titel erneut als Kompilationen auf den Sublabels Crown Records, Kent Records und United Superior. Auch RCA gab posthum viele Best-Of-Alben heraus. Die Specialty-Aufnahmen erschienen erst in den 1980ern auf Ace Records und Specialty-Compilations. Zu Lebzeiten des Künstlers erschien nur Just Jesse Belvin.
- 1959: Just Jesse Belvin, RCA LPM 2089
- 1960: Mr. Easy, RCA LPM 2105

### Singles
- 1952: Baby Don’t Cry / Confessin’ Blues, Specialty 435
- 1952: Hang Your Tears Out to Dry / Dream Girl, King 4607
- 1955: I’m Only a Fool / Trouble And Misery, Money 208
- 1955: One Little Blessing / Gone, Specialty 550
- 1955: Love Love of My Life / Where’s My Girl, Specialty 559
- 1956: Betty My Darling / Dear Heart, Hollywood 1059
- 1956: Goodnight My Love (Pleasant Dreams) / I Want You with Me Christmas, Modern 1005
- 1957: I Need You So / Senorita, Modern 1013
- 1957: Don’t Close the Door / By My Side, Modern 1015
- 1957: I’m Not Free / Sad & Lonesome (Blues), Modern 1020
- 1957: You Send Me / Summertime, Modern 1025
- 1957: Beware / Dry Your Tears, Cash 1056
- 1957: Just to Say Hello / My Satellite, Modern 1027
- 1958: Nel blu dipinto di blu / Ever Since We Met, RCA 47-7310
- 1958: Funny / Pledging My Love, RCA 47-7387
- 1959: Guess Who / My Girl Is Just Enough Woman for Me, RCA 47-7469
- 1959: Deacon Dean Tucker / Little Darling, Knight 2012
- 1959: So Fine / Sentimental Heart, Federal 12355
- 1959: Here’s a Heart / It Could’ve Been Worse, RCA 47-7543
- 1959: Give Me Love / I’ll Never Be Lonely Again, RCA 47-7596
- 1960: The Door Is Always Open / Something Happens to Me, RCA 47-7675
- 1960: I’m Confessin’ / Deep in My Heart, Class 267
- 1961: Looking for Love / Tonight My Love, Impact 23